# ويليام لورانس
ويليام لورانس (بالإنجليزية: William Lawrence) هو قاضي ومحامي وسياسي أمريكي، ولد في 19 يونيو 1819 في الولايات المتحدة، وتوفي بنفس المكان في 8 مايو 1899. حزبياً، نشط في الحزب الجمهوري. انتخب عضو مجلس نواب أوهايو وانتخب عضو مجلس النواب الأمريكي.